# Roger Guttinguer
Roger Guttinguer, né le 6 janvier 1880 à Asnières-sur-Seine et mort le 28 octobre 1935 dans le 1er arrondissement de Paris, est un compositeur et chef d'orchestre français.

## Biographie
Roger Guttinguer est surtout connu pour ses musiques d'opérette (Les amoureux d'Aline (1912), Les petites vertus, Aimez je le veux (1929)...). 
On lui doit plus de quatre cents compositions dont de nombreuses musiques de chansons sur des paroles, entre autres, d' Adolphe Jost, Bertal-Maubon, Paul Briollet, Jacques Yvel, etc.
Colette fait ses débuts au théâtre dans La Chatte amoureuse, une pantomime humoristique de Roger Guttinguer, mise en scène par Georges Wague en 1912.